# 128 av. J.-C.
Cette page concerne l'année 128 av. J.-C. du calendrier julien proleptique.

## Événements
- 22 juillet 129 av. J.-C. (1er janvier 626 du calendrier romain) : début à Rome du consulat de Titus Annius Rufus et Cnaeus Octavius[1].
- Automne, Chine : raid des Xiongnu contre les Han. 20 000 cavaliers ravagent le Liaoxi, font prisonnier le magistrat de la préfecture et réduisent en esclavage 2 000 personnes, puis avancent jusqu’à Yuyang et Yanmen (Xian de Dai) où ils en capturent encore 1 000. Ensuite, ils assiègent le camp du général chinois Han Anguo qui doit se retirer à Beiping. La cour des Han décide d'envoyer deux expéditions contre les Xiongnu, l'une conduite par le général Wei Qing au départ de Yanmen, l'autre par le général Li Xi à partir de la préfecture de Dai. Dans cette campagne, Wei Qing fait prisonnier et réduit en esclavage plusieurs milliers de Xiongnu[2].

- Judée : à la mort d’Antiochos VII (129 av. J.-C.), Jean Hyrcan Ier profite des rivalités internes entre les Séleucides pour s’emparer de Madaba et du territoire moabite. Il attaque ensuite la Samarie, s’empare de Sichem et en 111 av. J.-C. détruit le temple du mont Garizim[3].
- Début du règne de Nicomède III, roi de Bithynie[4]
- Le roi des Parthes Phraatès II est tué en combattant les Sakas (128 ou 127 av. J.-C.). Son oncle Artaban II lui succède jusqu'en 124/123 av. J.-C.[5].  Il arrache la Médie et la Babylonie aux Séleucides. Il doit combattre ensuite les Sakas, qu’il réussit à chasser provisoirement. Pendant ce temps, le gouverneur Parthe de Babylonie est chassé par le chef Arabe Hyspaosines, accueilli en libérateur par le peuple.

## Décès
- Phraatès II, roi des Parthes.